# Ophiocentrus aspera
Ophiocentrus aspera is een slangster uit de familie Amphiuridae.
De wetenschappelijke naam van de soort werd in 1905 gepubliceerd door René Koehler.